# Андра Манфельде
Андра Манфельде (латис. Andra Manfelde) — латвійська письменниця, членкиня Латвійської спілки письменників.

## Біографія

### Освіта та трудова діяльність
Андра Манфельде народилася 26 вересня 1973 року у м. Кулдига. У 1989 році отримала загальну середню освіту. Надалі з 1997 по 2002 рік навчалася у Ризькій середній школі дизайну та мистецтв.
Починаючи з 1990 року працювала у різних закладах, зокрема: помічницею вихователя в дошкільному закладі, помічницею реставратора у православній церкві святого Арсенія, гідесою в Меморіальному музеї братів Каудзітесів.
У 2011 році заснувала літературне видавництво «Literaturas Kombains».

### Творча діяльність
Одна з перших публікацій Андри Манфельде вийшла у 2002 році у літературному журналі «Luna».
У 2005 році вийшли перша збірка поезій та перший роман «Голка».
Серед найвідоміших творів — романи «Батьківщина» (2012), «Офіцерські дружини» (2017); книга спогадів «Діти полуничних полів» (2010); збірки оповідань «Подорож на місяць: Вісбю — Вентспілс — Вісбю» (2011), «Босоніж додому» (2018); поетичні збірки «Боги риють окопи» (2005), «Бетонні святині» (2008), «Північний ярмарок» (2013), «Вірш з мамою» (2022), «Медовий місяць, що закінчується» (2024); книги для дітей «Казка серця» (2009), «Хто з нас полетить?» (2017), «Малюнки бузкової мітли» (2019), «Мама вдома?» (2023).
Також Андра Манфельде відома як авторка лібрето до «Трансцедентальної ораторії» композитора Зігмарса Лієпіньша, прем'єра якої відбулася 26 квітня 2014 року на Ризькому фестивалі.
Однією з важливіших тем творів Манфельде є осмислення того, що пережили батьки, діди, погляд на ті події через перспективу власного покоління, пояснення, що з цим робити та як жити.
Як зазначила сама письменниця: «Я не вірю в реінкарнацію, але вважаю, що мене формують не лише життєві події, а й досвід моїх дідів, прадідів… Предки — це не метафора, це процес, учасниками якого ми є… Ми не починаємо з чистого аркуша. Досліджуючи сімейний досвід, ми можемо краще зрозуміти себе».

## Нагороди
- Премія Данського інституту культури імені Г. К. Андерсена за твір «Казка про дружину дощу», 2004;
- Премія Ояра Вацієтіса за поетичну збірку «Боги риють окопи», 2005;
- Нагорода Copyright Infinity Award за музичний твір, який найчастіше виконується на радіо, телебаченні та концертах (пісня «Ja tu man esi»), 2008;
- Премія Анни Дагди за поетичну збірку «Бетонні святині», 2008;
- Літературна премія Міжнародного дому письменників та перекладачів міста Вентспілс за книгу «Діти полуничних полів», 2010;
- Міжнародна премія Яніса Балтвікса за втілення ідеї, багатство мови, єдність тексту та оформлення у книзі «Казка серця», 2010;
- Нагорода Copyright Infinity Award за твір «Діти полуничних полів», виданий у форматі аудіо книги, 2011;
- Премія альтернативного журі конкурсу «Прозові читання» за роман «Батьківщина», 2011;
- Премія Індріка Зеберіньша за оповідання «Протокол сонячного годинника», 2012;
- Заохочувальна премія Індріка Зеберіньша за найцікавішу ілюстрацію в дитячій літературі (у творі «Повість серця»), 2012;
- Премія Еґонса Лівса за збірку оповідань «Подорож на місяць: Вісбю — Вентспілс — Вісбю», 2012;
- Премія Еґонса Лівса за роман «Офіцерські дружини», 2017;
- Латвійська літературна премія за твір «Хто з нас полетить?», 2018;
- Премія журналу «Domuzīme» за поетичну збірку «Медовий місяць, що закінчується», 2024[10].